# Нентно
Нентно (пол. Nętno, нім. Nuthagen) — село в Польщі, у гміні Дравсько-Поморське Дравського повіту Західнопоморського воєводства.
Населення — 201 особа (2011).
У 1975-1998 роках село належало до Кошалінського воєводства.

## Демографія
Демографічна структура станом на 31 березня 2011 року:
|          | Загалом | Допрацездатний вік | Працездатний вік | Постпрацездатний вік |
| -------- | ------- | ------------------ | ---------------- | -------------------- |
| Чоловіки | 110     | 27                 | 67               | 16                   |
| Жінки    | 91      | 15                 | 51               | 25                   |
| Разом    | 201     | 42                 | 118              | 41                   |